# Silent Bible
《Silent Bible》是日本聲優，歌手水樹奈奈第22張單曲。在2010年2月10日由King Records MM製作部發售，商品番號KICM-1301。

## 解説
- 水树初次2个月单曲连发的第二弹，同时本作也是水树跨入30岁之后的首张单曲作品。
- 2009年加入为水树提供了大量作品作曲、编曲工作的音乐团体「Elements Garden」的新成员母里治樹则是初次参与水树作品的作曲、编曲工作。
- 收錄曲中有未有商業搭配的歌曲，為STARCAMP EP以來首次。

## 收錄曲
1. Silent Bible（04:09）
作詞：水樹奈奈 作曲：母里治樹（Elements Garden），編曲：菊田大介（Elements Garden）
  - 魔法少女奈葉A's PORTABLE -THE BATTLE OF ACES-PSP版片頭曲（OP）
2. Polaris（04:23）
作詞：森口友美 古屋真 作曲：森口友美 編曲：陶山隼
3. UNCHAIN∞WORLD（04:25）
作詞:Hibiki・作曲:上松範康（Elements Garden）・編曲：中山真斗（Elements Garden）
  - 無限邊界：機戰OG傳說 超越NDS版片頭曲
4. undercover（04:16）
作詞：藤林聖子 作曲・編曲：齋藤真也

## 演奏参加
全曲
- 主唱：水樹奈奈

「Silent Bible」
- 吉他：是永巧一
- 弦乐：藤縄陽子ストリングス
- 和声：広谷順子
- 其他音源、编曲：菊田大介（Elements Garden）

「Polaris」
- 吉他：家原正樹
- 其他音源、编曲：陶山隼

「UNCHAIN∞WORLD」
- 吉他：是永巧一、中山真斗（Elements Garden）
- 贝司：種子田健
- 弦乐：大先生室屋ストリングス
- 和声：奥井雅美、ko-saku
- 其他音源、编曲：中山真斗（Elements Garden）

「undercover」
- 键盘、编曲：齋藤真也
- 吉他：海老澤祐也
- 爵士鼓：渡辺豊（cherry boys）
- 弦乐、弦乐编曲：中西亮輔
- 小提琴、中提琴：大先生室屋、真部裕
- 和声：FLAT5th Rico

## 脚注
1. ↑  nanaparty（水樹奈々）. . 水樹奈々 公式ブログ. 2009年12月5日  [2010年1月6日]. （原始内容存档于2010年2月7日）.
2. ↑  富士电视台「めざましテレビ」2010年1月25日放送分より。